# Benedikt Zech
Benedikt Zech (ur. 3 listopada 1990 w Feldkirch) – austriacki piłkarz występujący na pozycji obrońcy w klubie Rheindorf Altach.

## Kariera klubowa

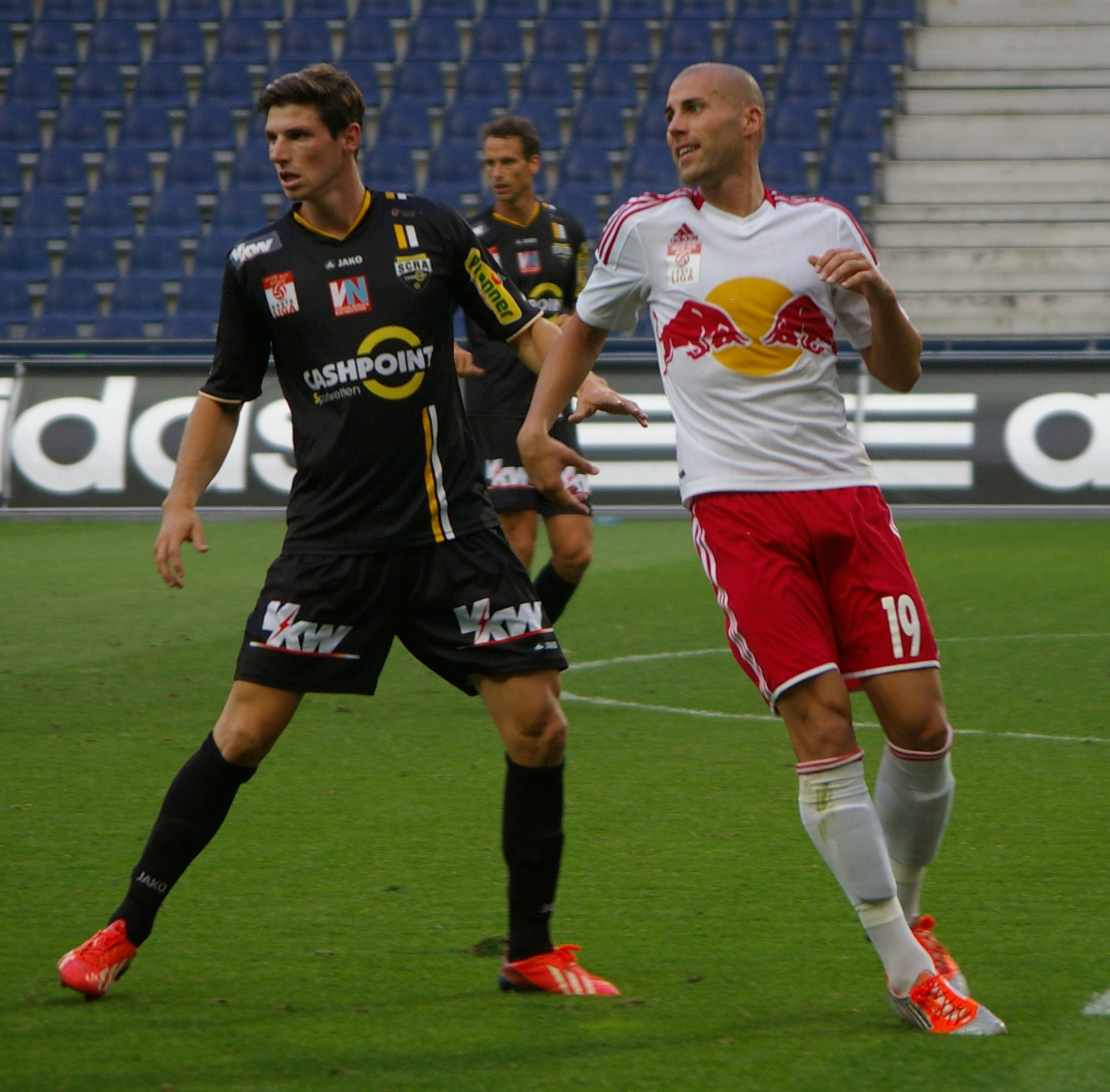
Benedikt Zech (z lewej) w barwach Rheindorf Altach (2013)

Zech grę w piłkę nożną rozpoczął w wieku 5 lat w amatorskim klubie SV Ludesch z rodzinnej miejscowości Ludesch w zachodniej Austrii. W latach 2005–2009 szkolił się w akademii AKA Hypo Vorarlberg. W międzyczasie wiosną 2007 roku zanotował krótki epizod w macierzystym SV Ludesch. 27 maja 2007 zaliczył 1 mecz na poziomie Landesligi (V kategoria rozgrywkowa), w którym zdobył bramkę.
W 2009 roku Zech rozpoczął karierę na zawodowym poziomie, przechodząc do Austrii Lustenau (1. Liga). W barwach tego klubu rozegrał 57 ligowych spotkań i dotarł do finału Pucharu Austrii 2010/11, w którym jego zespół uległ 0:2 SV Ried. W czerwcu 2012 roku nie przedłużył wygasającego kontraktu i odbył testy w SC Paderborn 07 (2. Bundesliga, Niemcy).
We wrześniu 2012 roku podpisał dwuletnią umowę z Rheindorf Altach (1. Liga). W sezonie 2013/14 wywalczył z tym klubem awans do Bundesligi. W lipcu 2014 roku doznał na treningu złamania kostki i uszkodzenia więzadła pobocznego, wskutek czego pauzował przez 6 miesięcy. Po zakończonej rekonwalescencji 21 lutego 2015 zadebiutował w austriackiej ekstraklasie w przegranym 2:5 meczu przeciwko Austrii Wiedeń. W sezonie 2014/15 zajął z Altach 3. miejsce w lidze, co było najlepszym osiągnięciem w historii klubu. W lipcu 2015 roku zaliczył pierwszy występ w europejskich pucharach w spotkaniu z Vitória SC (2:1) w kwalifikacjach Ligi Europy 2015/16. W latach 2012–2019 rozegrał łącznie w dla Rheindorf Altach 187 ligowych meczów i zdobył 3 bramki.
Przed sezonem 2018/2019 Zech został na zasadzie wolnego transferu graczem Pogoni Szczecin, prowadzonej przez Kostę Runjaicia. 21 lipca 2019 zadebiutował w Ekstraklasie w wygranym 2:1 wyjazdowym meczu z Legią Warszawa i od tego momentu stał się podstawowym środkowym obrońcą. W sezonie 2023/24 dotarł ze swoim zespołem do finału Pucharu Polski, w którym Pogoń uległa 1:2 Wiśle Kraków. 30 grudnia 2024 rozwiązał za porozumieniem stron swój kontrakt. Łącznie rozegrał w barwach Pogoni Szczecin 174 spotkania: 155 w Ekstraklasie, 8 w Lidze Konferencji UEFA i 11 w krajowym pucharze.
1 stycznia 2025 Zech został oficjalnie zawodnikiem Rheindorf Altach.

## Życie prywatne
Urodził się w 1990 roku w Feldkirch jako syn Ronalda i Ursuli Zechów. Wychowywał się w miejscowości Ludesch. Ukończył niższe gimnazjum w Bludenz oraz wyższe gimnazjum Collegium Bernardi w Bregencji, w którym w 2009 roku zdał egzamin maturalny. W 2018 roku wstąpił w związek małżeński z Anną Hagen.

## Statystyki kariery
Klubowe
Aktualne na dzień 10 lipca 2025
| Klub                | Sezon             | Liga              | Liga  | Liga | Puchar kraju | Puchar kraju | Puchar ligi | Puchar ligi | Kontynentalne | Kontynentalne | Inne  | Inne | Razem | Razem |
| Klub                | Sezon             | Liga              | Mecze | Gole | Mecze        | Gole         | Mecze       | Gole        | Mecze         | Gole          | Mecze | Gole | Mecze | Gole  |
| ------------------- | ----------------- | ----------------- | ----- | ---- | ------------ | ------------ | ----------- | ----------- | ------------- | ------------- | ----- | ---- | ----- | ----- |
| SV Ludesch          | 2006/2007         | Landesliga        | 1     | 1    | —            | —            | —           | —           | —             | —             | —     | —    | 1     | 1     |
| SV Ludesch          | 2007/2008         | Landesliga        | 2     | 0    | —            | —            | —           | —           | —             | —             | —     | —    | 2     | 0     |
| SV Ludesch          | 2008/2009         | Landesliga        | 2     | 1    | —            | —            | —           | —           | —             | —             | —     | —    | 2     | 1     |
| SV Ludesch          | Ogółem            | Ogółem            | 5     | 2    | 0            | 0            | 0           | 0           | 0             | 0             | 0     | 0    | 5     | 2     |
| Austria Lustenau    | 2009/2010         | 1. Liga           | 14    | 2    | 2            | 0            | —           | —           | —             | —             | —     | —    | 16    | 2     |
| Austria Lustenau    | 2010/2011         | 1. Liga           | 14    | 0    | 3            | 0            | —           | —           | —             | —             | —     | —    | 17    | 0     |
| Austria Lustenau    | 2011/2012         | 1. Liga           | 29    | 1    | 3            | 1            | —           | —           | —             | —             | —     | —    | 32    | 2     |
| Austria Lustenau    | Ogółem            | Ogółem            | 57    | 3    | 8            | 1            | 0           | 0           | 0             | 0             | 0     | 0    | 65    | 4     |
| Austria Lustenau II | 2009/2010         | Vorarlbergliga    | 6     | 0    | —            | —            | —           | —           | —             | —             | —     | —    | 6     | 0     |
| Austria Lustenau II | 2010/2011         | Landesliga        | 7     | 1    | —            | —            | —           | —           | —             | —             | —     | —    | 7     | 1     |
| Austria Lustenau II | Ogółem            | Ogółem            | 13    | 1    | 0            | 0            | 0           | 0           | 0             | 0             | 0     | 0    | 13    | 1     |
| Rheindorf Altach    | 2012/2013         | 1. Liga           | 25    | 0    | 2            | 0            | —           | —           | —             | —             | —     | —    | 27    | 0     |
| Rheindorf Altach    | 2013/2014         | 1. Liga           | 34    | 1    | 2            | 0            | —           | —           | —             | —             | —     | —    | 36    | 1     |
| Rheindorf Altach    | 2014/2015         | Bundesliga        | 14    | 1    | 1            | 0            | —           | —           | —             | —             | —     | —    | 15    | 1     |
| Rheindorf Altach    | 2015/2016         | Bundesliga        | 29    | 0    | 2            | 1            | —           | —           | 4             | 0             | —     | —    | 31    | 1     |
| Rheindorf Altach    | 2016/2017         | Bundesliga        | 27    | 0    | 1            | 0            | —           | —           | —             | —             | —     | —    | 28    | 0     |
| Rheindorf Altach    | 2017/2018         | Bundesliga        | 29    | 0    | 1            | 0            | —           | —           | 8             | 0             | —     | —    | 38    | 0     |
| Rheindorf Altach    | 2018/2019         | Bundesliga        | 29    | 1    | 2            | 0            | —           | —           | —             | —             | —     | —    | 31    | 1     |
| Rheindorf Altach    | Ogółem            | Ogółem            | 187   | 3    | 11           | 1            | 0           | 0           | 12            | 0             | 0     | 0    | 210   | 4     |
| Rheindorf Altach II | 2016/2017         | Regionalliga      | 3     | 0    | —            | —            | —           | —           | —             | —             | —     | —    | 3     | 0     |
| Pogoń Szczecin      | 2019/2020         | Ekstraklasa       | 31    | 0    | 2            | 1            | —           | —           | —             | —             | —     | —    | 33    | 1     |
| Pogoń Szczecin      | 2020/2021         | Ekstraklasa       | 27    | 0    | 2            | 0            | —           | —           | —             | —             | —     | —    | 29    | 0     |
| Pogoń Szczecin      | 2021/2022         | Ekstraklasa       | 24    | 0    | 0            | 0            | —           | —           | 2             | 0             | —     | —    | 26    | 0     |
| Pogoń Szczecin      | 2022/2023         | Ekstraklasa       | 30    | 0    | 1            | 0            | —           | —           | 4             | 0             | —     | —    | 26    | 0     |
| Pogoń Szczecin      | 2023/2024         | Ekstraklasa       | 26    | 0    | 3            | 0            | —           | —           | 2             | 0             | —     | —    | 26    | 0     |
| Pogoń Szczecin      | 2024/2025         | Ekstraklasa       | 17    | 0    | 3            | 0            | —           | —           | —             | —             | —     | —    | 20    | 0     |
| Pogoń Szczecin      | Ogółem            | Ogółem            | 155   | 0    | 11           | 1            | 0           | 0           | 8             | 0             | 0     | 0    | 174   | 1     |
| Rheindorf Altach    | 2024/2025         | Bundesliga        | 16    | 0    | —            | —            | —           | —           | —             | —             | —     | —    | 16    | 0     |
| Ogółem w karierze   | Ogółem w karierze | Ogółem w karierze | 436   | 9    | 30           | 3            | 0           | 0           | 20            | 0             | 0     | 0    | 486   | 12    |